# Protestas en Gabón de 2011
Las protestas en Gabón de 2011 fueron manifestaciones masivas y protestas violentas contra el gobierno de Ali Bongo y su gabinete en Gabón, inspiradas en la revolución tunecina y revolución egipcia de 2011, durante la Primavera Árabe, pidiendo reformas democráticas y la dimisión del gobierno.

## Antecedentes
La ola de protestas masivas contra el gobierno y manifestaciones callejeras comenzaron como un mitin de la oposición y un anuncio sin precedentes de la instauración del activista de la oposición Andre Mba Obame como presidente; los partidarios salieron a las calles en apoyo del plan. Las protestas también se dispersaron y fueron reprimidas con gases lacrimógenos y balas de goma.

## Protestas
Los manifestantes marcharon primero en Libreville, manifestándose contra el gobierno federal de Ali Bongo y pidiéndole que dimitiera. El movimiento de protesta ganó impulso y atrajo la atención de los medios internacionales. Las protestas estallaron en apoyo de la oposición y se programaron marchas de solidaridad en todo el país, a pesar de la represión sostenida en todo el país. Tan pronto como comenzaron las protestas, las fuerzas de seguridad respondieron a las protestas callejeras contra el gobierno con gas lacrimógeno. Después de una marea de protestas, las manifestaciones fueron sofocadas por la policía y la oposición fue prohibida. No se hicieron concesiones y se suprimieron las demandas con los manifestantes.